# Hīkoi mō te Tiriti
Hīkoi mō te Tiriti (Maorí para "Marcha por el Tratado") fue una protesta hīkoi en Nueva Zelanda contra el Treaty Principles Bill, que ocurrió entre el 10 y el 19 de noviembre de 2024. El proyecto de ley buscaba redefinir los principios del Tratado de Waitangi.
El proyecto fue introducido en noviembre de 2024 por la coalición de derecha, como parte de los objetivos políticos de David Seymour, líder del partido libertario ACT Nueva Zelanda. Seymour rechazó la idea de que el Tratado de Waitangi representaba una asociación entre Nueva Zelanda y los iwi maoríes. También afirmó que el tratado original no definía adecuadamente los derechos de los neozelandeses y que nunca había sido ratificado formalmente.
La propuesta provocó oposición de diversos sectores, incluidos abogados destacados, partidos de oposición y defensores de los derechos maoríes. Los opositores argumentaron que los derechos de los maoríes serían erosionados y que no se había llevado a cabo una consulta adecuada. Por su parte, los partidarios del proyecto de ley sostenían que este garantizaría derechos iguales para todos los neozelandeses, independientemente de su origen étnico. Los otros dos partidos en el gobierno, el Partido Nacional de Nueva Zelanda y Nueva Zelanda Primero, se distanciaron del proyecto. Aunque declararon que votarían en contra en la segunda lectura, Seymour insinuó que podrían reconsiderar su postura durante el proceso en el comité.
En el Parlamento, miembros de la Cámara de Representantes realizaron una haka en protesta, lo que retrasó la primera lectura del proyecto. El hīkoi se llevó a cabo en la misma semana y recorrió todo el país. Cuando llegó a la capital, Wellington, más de 20,000 personas ya habían participado en la marcha, y cerca de 42,000 personas se sumaron a las manifestaciones en la ciudad. En la marcha en Wellington estuvieron presentes políticos y la reina maorí, Ngā Wai Hono i te Pō.

Joel MacManus, del medio The Spinoff, estimó que fue la protesta más grande jamás registrada en Wellington y, posiblemente, en toda la historia de Nueva Zelanda.